# Ryszard Najsznerski
Ryszard Bolesław Najsznerski (ur. 12 września 1933 w Szumaniach) – polski polityk, poseł na Sejm PRL VI, VII, VIII i IX kadencji z ramienia Polskiej Zjednoczonej Partii Robotniczej.

## Życiorys
Uzyskał wykształcenie wyższe techniczne i tytuł zawodowy magistra inżyniera górnika (w 1955 ukończył Politechnikę Warszawską, a w 1960 Akademię Górniczo-Hutniczą w Krakowie). Był dyrektorem naczelnym kopalni węgla kamiennego „Słupiec” w Nowej Rudzie. W 1960 wstąpił do Polskiej Zjednoczonej Partii Robotniczej, w której przez wiele lat zasiadał w Komitetach Wojewódzkim, Miejskim i Zakładowym. W 1974 mandat posła na Sejm PRL VI kadencji z okręgu Ząbkowice Śląskie, zastępując zmarłego posła ZSL. Był członkiem Komisji Planu Gospodarczego, Budżetu i Finansów. W 1976, 1980 i 1985 uzyskiwał reelekcję w okręgu Wałbrzych. W Sejmie VII kadencji zasiadał w Komisji Górnictwa, Energetyki i Chemii oraz w Komisji Planu Gospodarczego, Budżetu i Finansów. W Sejmie VIII kadencji przewodniczył Komisji Górnictwa, Energetyki i Chemii, Komisji Planu Gospodarczego, Budżetu i Finansów oraz zasiadał w Komisji Górnictwa, Energetyki i Wykorzystania Zasobów Naturalnych, a w Sejmie IX kadencji w Komisji Obrony Narodowej, Komisji Planu Gospodarczego, Budżetu i Finansów, Komisji Nadzwyczajnej do rozpatrzenia projektu ustawy o zmianach w organizacji naczelnych i centralnych organów administracji państwowej, Komisji Nadzwyczajnej do kontroli wdrażania programu realizacyjnego drugiego etapu reformy gospodarczej oraz w Komisji Nadzwyczajnej do rozpatrzenia projektu ustawy o mieniu komunalnym. W wyborach parlamentarnych w 1989 bez powodzenia kandydował do Senatu. Przez wiele lat był też prezesem Klubu Sportowego „Piast” Nowa Ruda.

## Odznaczenia
- Złoty Krzyż Zasługi
- Srebrny Krzyż Zasługi
- Brązowy Krzyż Zasługi
- Order Sztandaru Pracy I klasy
- Order Sztandaru Pracy II klasy
- Medal 30-lecia Polski Ludowej
- Medal 40-lecia Polski Ludowej
- Odznaka tytułu honorowego „Zasłużony Górnik PRL”
- Odznaka honorowa „Zasłużony dla polskiej geologii”